# Enyalius boulengeri
Espèce
Synonymes
- Enyalius brasiliensis boulengeri Etheridge, 1969

Enyalius boulengeri est une espèce de sauriens de la famille des Leiosauridae.

## Répartition
Cette espèce est endémique du Brésil. Elle se rencontre dans le sud-est du Minas Gerais et en Espírito Santo.

## Description
La femelle holotype mesure 291,6 mm de longueur totale dont 108,6 mm sans la queue et 183,0 mm pour la queue.

## Étymologie
Cette espèce est nommée en l'honneur de George Albert Boulenger.

## Publication originale
- Etheridge, 1969 : A review of the Iguanid lizard genus Enyalius. Bulletin of the British Museum (Natural History), Zoology vol. 18, no 8, p. 233-260 (texte intégral).